# Conophyma weberi
Conophyma weberi är en insektsart som beskrevs av Zubovski 1899. Conophyma weberi ingår i släktet Conophyma och familjen Dericorythidae. Inga underarter finns listade i Catalogue of Life.